# Xã Reyno, Quận Randolph, Arkansas
Xã Reyno (tiếng Anh: Reyno Township) là một xã thuộc quận Randolph, tiểu bang Arkansas, Hoa Kỳ. Năm 2010, dân số của xã này là 530 người.